# Saison 4 de Younger
 (novembre 2017).
Si vous disposez d'ouvrages ou d'articles de référence ou si vous connaissez des sites web de qualité traitant du thème abordé ici, merci de compléter l'article en donnant les références utiles à sa vérifiabilité et en les liant à la section « Notes et références ».
Chronologie
Saison 3 Saison 5
Cet article présente le guide des épisodes de la quatrième saison de la série télévisée Younger.

## Synopsis
Liza a 40 ans et est mère célibataire récemment divorcée qui cherche un emploi, ce qui s'avère être difficile pour une femme de son âge. Après une remarque d'un jeune homme Josh qui l'avait trouvé jeune, elle décide de se faire rajeunir grâce à du maquillage à l'aide de sa meilleure amie Maggie et se fait passer pour une femme de 26 ans. Dans son nouveau travail, elle devient l'assistante de Diana et la collègue de Kelsey.

## Distribution

### Acteurs principaux
- Sutton Foster (VF : Véronique Desmadryl) : Liza Miller
- Hilary Duff (VF : Julie Turin) : Kelsey Peters
- Debi Mazar (VF : Vanina Pradier) : Maggie Amato
- Miriam Shor (VF : Ivana Coppola) : Diana Trout
- Nico Tortorella(VF : Donald Reignoux) : Josh
- Peter Hermann (VF : Constantin Pappas) : Charles Brooks
- Molly Bernard (VF : Edwige Lemoine) : Lauren Heller

### Acteurs récurrents et invités
- Mather Zickel (VF : Arnaud Arbessier) : Dr. Richard Caldwell
- Meredith Hagner (en) (VF : Dorothée Pousséo) : Montana Goldberg / Amy
- Ben Rappaport (VF: Mathias Kozlowski) : Max Horowitz
- Aasif Mandvi (VF : Marc Saez) : Jay Malick
- Charles Michael Davis (VF : Namakan Koné) : Zane Anders
- Burke Moses (VF : Franck Lorrain) : Lachlan Flynn
- Jennifer Westfeldt (VF : Anne Dolan) : Pauline Turner-Brooks
- Phoebe Dynevor (VF : Anaïs Delva) : Clare
- Kristin Chenoweth (VF : Patricia Legrand) : Marylynne Keller
- Jay Wilkison (VF : David Krüger) : Colin McNichol
- Michael Urie (VF : Damien Witecka) : Redmond
- Lois Smith (VF : Michèle Bardollet) : Belinda Lacroix
- Victor Webster : Diego
- Michelle Hurd (VF : Juliette Degenne) : Donna

## Épisodes

### Épisode 1:Post-vérité
- États-Unis /  Canada : 28 juin 2017 sur TV Land / CTV Two
- France :
  - 3 décembre 2017 sur Téva
  - 14 novembre 2019 sur 6ter

### Épisode 2:Vivons heureux, vivons hygge!
- États-Unis /  Canada : 5 juillet 2017 sur TV Land / CTV Two
- France :
  - 3 décembre 2017 sur Téva
  - 14 novembre 2019 sur 6ter

### Épisode 3:Promenons-nous dans les bois
- États-Unis /  Canada : 12 juillet 2017 sur TV Land / CTV Two
- France :
  - 3 décembre 2017 sur Téva
  - 15 novembre 2019 sur 6ter

### Épisode 6:Quelques poils en trop
- États-Unis /  Canada : 2 août 2017 sur TV Land / CTV Two
- France :
  - 10 décembre 2017 sur Teva
  - 18 novembre 2019 sur 6ter

### Épisode 7:Poussée de fièvre
- États-Unis /  Canada : 9 août 2017 sur TV Land / CTV Two
- France :
  - 10 décembre 2017 sur Teva
  - 19 novembre 2019 sur 6ter

### Épisode 8:Le cadeau empoisonné
- États-Unis /  Canada : 16 août 2017 sur TV Land / CTV Two
- France :
  - 10 décembre 2017 sur Teva
  - 19 novembre 2019 sur 6ter

### Épisode 9:Le pique-nique
- États-Unis /  Canada : 23 août 2017 sur TV Land / CTV Two
- France :
  - 17 décembre 2017 sur Teva
  - 20 novembre 2019 sur 6ter

### Épisode 10:Roman matrimonial
- États-Unis /  Canada : 30 août 2017 sur TV Land / CTV Two
- France :
  - 17 décembre 2017 sur Teva
  - 20 novembre 2019 sur 6ter

### Épisode 11:Un seul être vous manque...
- États-Unis /  Canada : 6 septembre 2017 sur TV Land / CTV Two
- France :
  - 17 décembre 2017 sur Teva
  - 21 novembre 2019 sur 6ter

### Épisode 12:Balade irlandaise
- États-Unis /  Canada : 13 septembre 2017 sur TV Land / CTV Two
- France :
  - 17 décembre 2017 sur Teva
  - 21 novembre 2019 sur 6ter